# Pacific Tri Nations 1995
El Pacific Tri Nations de 1995 fue la 13.ª edición del torneo de selecciones de rugby del Pacífico.
El torneo fue compartido entre las tres selecciones participantes al conseguir una victoria y una derrota cada una.

## Equipos participantes
- Selección de rugby de Fiyi (Flying Fijians)
- Selección de rugby de Samoa (Manu Samoa)
- Selección de rugby de Tonga (ʻIkale Tahi)

## Posiciones
| Pos. | Equipo | Encuentros | Encuentros | Encuentros | Encuentros | Tantos  | Tantos    | Tantos     | Puntos Totales |
| Pos. | Equipo | jugados    | ganados    | empatados  | perdidos   | a favor | en contra | diferencia | Puntos Totales |
| ---- | ------ | ---------- | ---------- | ---------- | ---------- | ------- | --------- | ---------- | -------------- |
| 1    | Fiyi   | 2          | 1          | 0          | 1          | 58      | 42        | + 16       | 2              |
| 1    | Samoa  | 2          | 1          | 0          | 1          | 47      | 30        | + 17       | 2              |
| 1    | Tonga  | 2          | 1          | 0          | 1          | 20      | 53        | - 33       | 2              |

Nota: Se otorgan 2 puntos al equipo que gane un partido y 1 al que empate
|  | Campeón |

## Resultados
| 1 de julio | Samoa | 35 - 17 | Fiyi |  |  |

| 8 de julio | Tonga | 13 - 12 | Samoa |  |  |

| 15 de julio | Fiyi | 41 - 7 | Tonga |  |  |